# Акоп
Ако́п (Гакоп, Агоп; нар. 1582 — пом. 26 квітня 1621) — вірменський хроніст.
Представник вірменської аристократичної верхівки в Кам'янці-Подільському. Останні 11 років був священиком. Син Крикора, онук Ованеса. Склав «Кам'янецьку хроніку», яку пізніше відредагував, значно доповнив і продовжив його молодший брат Аксент (видав 1896 року у Венеції Гевонд Алішан).